# EMTensor
EMTensorはマイクロ波画像診断装置を開発、製造するオーストリアウィーンの企業。

## 概要
X線CTやMRIなどの従来の医療機器とは異なり、マイクロ波によって体内を可視化する。
法人として設立されたのは2012年だがそれまでに技術開発を蓄積してきた経緯を有する。

## 沿革
- 1990年 - ノースカロライナ州にて開発を開始[1]
- 2012年 - EMTensor設立[1]
- 2017年 - ケプラー大学クリニクムでの脳卒中患者の臨床研究[1]

## 主な製品
- EMTENSOR脳スキャナーA - 救急車用の機種。
- EMTENSOR脳スキャナーH - 病院内用の機種。
- EMTENSOR脳スキャナーH-FN - 機能的ニューロイメージング用

## 特許
- アメリカ合衆国特許第 9414749B2号
- アメリカ合衆国特許第 9072449B2号
- アメリカ合衆国特許第 20140275944A1号